# جنگ علیه زنان

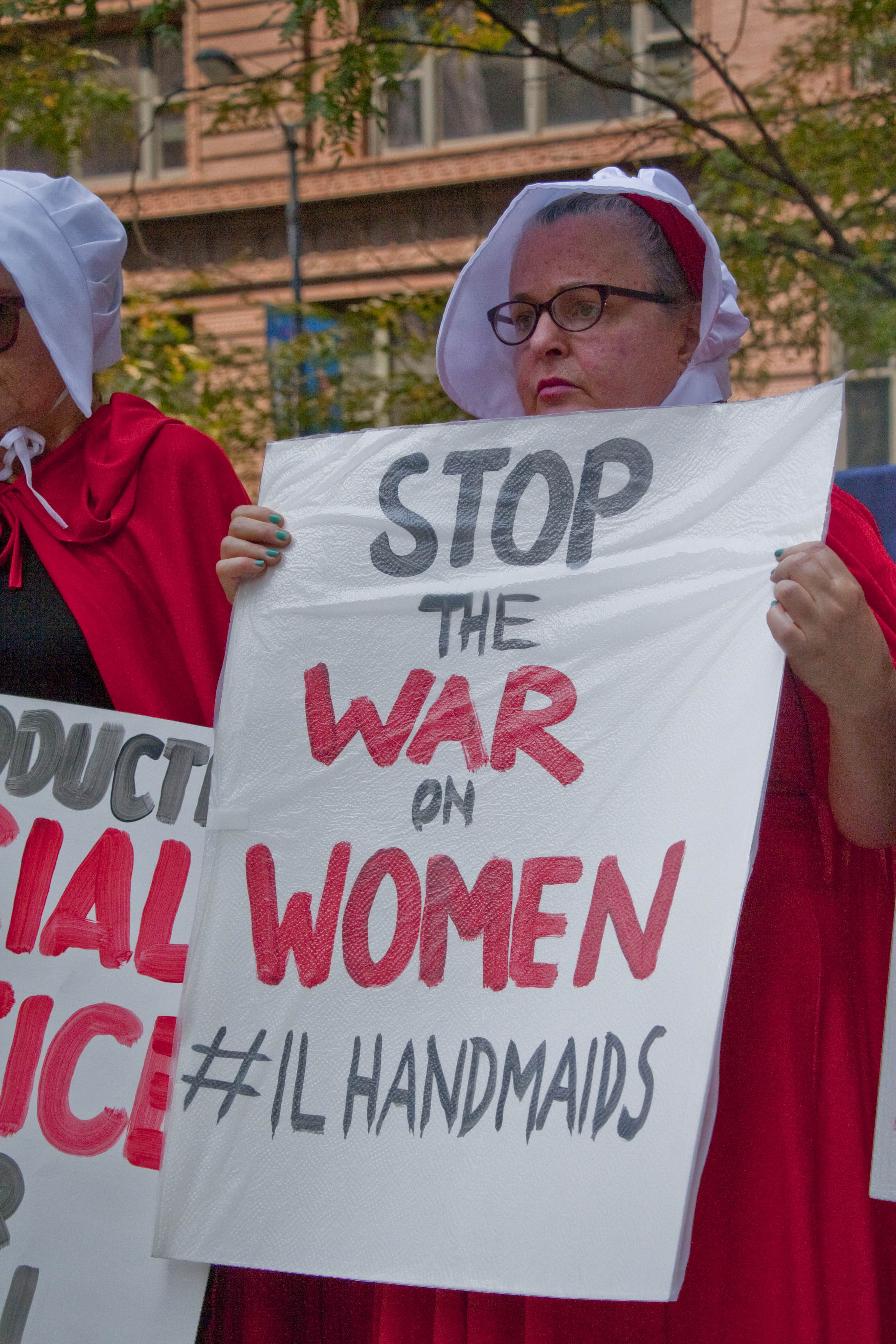
معترضی که در سال ۲۰۱۸ با پوششی مشابه شخصیت‌های سرگذشت ندیمه و استفاده از این شعار در حال اعتراض است

جنگ علیه زنان شعاری در فضای سیاسی ایالات متحدهٔ آمریکا است که برای توصیف برخی از سیاست‌ها و قوانین حزب جمهوری‌خواه به‌عنوان تلاشی گسترده برای محدود کردن حقوق زنان، به‌ویژه حقوق باروری، از جمله سقط جنین، به کار می‌رود.
اعضای برجستهٔ حزب دموکرات مانند نانسی پلوسی و باربارا باکسر، و همچنین فمینیسم، از این عبارت برای انتقاد از حامیان این قوانین به‌عنوان تلاش برای تحمیل سیاست اجتماعی خود بر زنان از طریق قانون‌گذاری استفاده کرده‌اند.
این شعار برای توصیف سیاست‌های جمهوری‌خواهان در زمینه‌هایی مانند دسترسی به خدمات بهداشت باروری، به‌ویژه پیشگیری از بارداری و سقط جنین؛ تعریف تجاوز جنسی به منظور تأمین مالی عمومی برای سقط جنین؛ پیگرد قضایی خشونت علیه زنان؛ و تبعیض در محیط کار علیه زنان به کار رفته است.
در حالی که این عبارت در زمینه‌های دیگر و پیش از سال ۲۰۱۰ نیز به کار رفته است، پس از انتخابات کنگره‌ای ایالات متحدهٔ آمریکا (۲۰۱۰) به یک شعار رایج در گفتمان سیاسی ایالات متحده تبدیل شد.
این اصطلاح اغلب برای توصیف مخالفت با فرمان پیشگیری از بارداری در لایحهٔ حفاظت از بیمار و مراقبت مقرون‌به‌صرفه و سیاست‌های مربوط به کاهش بودجهٔ سازمان‌های بهداشت زنان که خدمات سقط جنین ارائه می‌دهند، به کار رفته است.

## بازخوردها

### واکنش جمهوری‌خواهان
منتقدان این عبارت وجود جنگ علیه زنان را رد کرده‌اند و برخی گفته‌اند که این یک ترفند برای تأثیرگذاری بر رأی‌دهندگان زن است. راینس پریبس، رئیس کمیتهٔ ملی جمهوری‌خواهان، این جنگ را یک «افسانه» نامید و گفت: «اگر دموکرات‌ها می‌گفتند که ما جنگی علیه کرم‌های شتری داریم و هر رسانهٔ اصلی در مورد این که جمهوری‌خواهان جنگی علیه کرم‌های شتری دارند صحبت می‌کرد، پس با کرم‌های شتری مشکل پیدا می‌کردیم.» نمایندهٔ جمهوری‌خواه کتی مک‌موریس راجرز جنگ علیه زنان را یک افسانه خواند و گفت «این تلاشی است برای ایجاد شکاف سیاسی در سال انتخاباتی.» او به انتخابات ۲۰۱۰ و نانسی پلوسی اشاره کرد و گفت «می‌توان استدلال کرد که زنان در واقع اولین زن رئیس مجلس را از سمتش برکنار کردند.» فرماندار کارولینای جنوبی نیکی هیلی در سال ۲۰۱۲ گفت «جنگی علیه زنان وجود ندارد. زنان در حال انجام کارهای خوبی هستند.» نمایندهٔ جمهوری‌خواه پال رایان ایدهٔ جنگ جمهوری‌خواهان علیه زنان را مسخره کرد و گفت «الان جنگی علیه زنان است؛ فردا جنگی علیه ایرلندی‌های چپ‌دست یا چیزی شبیه به آن خواهد بود.»
سناتور جمهوری‌خواه لیسا مرکاوسکی به انتقادات هم‌حزبی‌هایش پاسخ داد و از آنها خواست «به خانه بروید و با همسر و دخترانتان صحبت کنید» اگر فکر می‌کنید که جنگی علیه زنان وجود ندارد، و گفت «این حمله به زنان بی‌معنی است.»

### رسوایی‌های آزار جنسی دموکرات‌ها
اعضای حزب دموکرات، هم برجسته و هم محلی، متهم به مشارکت در جنگ علیه زنان شده‌اند. در یک مقاله برای یواس‌ای تودی، گلن رینولدز در ژوئیه ۲۰۱۳ نوشت که «بیشتر اقدامات در جنگ علیه زنان به نظر می‌رسد از جبههٔ دموکرات‌ها باشد»، که به اتهامات آزار جنسی علیه باب فیلنر شهردار سن دیگو، و رسوایی جنسی الیوت اسپیتزر اشاره داشت. کمیتهٔ سناتوری ملی جمهوری‌خواه نیز از این رسوایی‌ها در بیانیه‌های مطبوعاتی خود استفاده کرده و سناتورهای دموکرات ایالت‌های آیووا و نیوهمپشر را به این اتهامات مرتبط کرده است.

### واکنش‌های دیگر
جاناتان آلتر این عبارت را به عنوان یک «مفهوم آلترناتیو اما ناعادلانه» توصیف کرد.